# Lukas Savickas

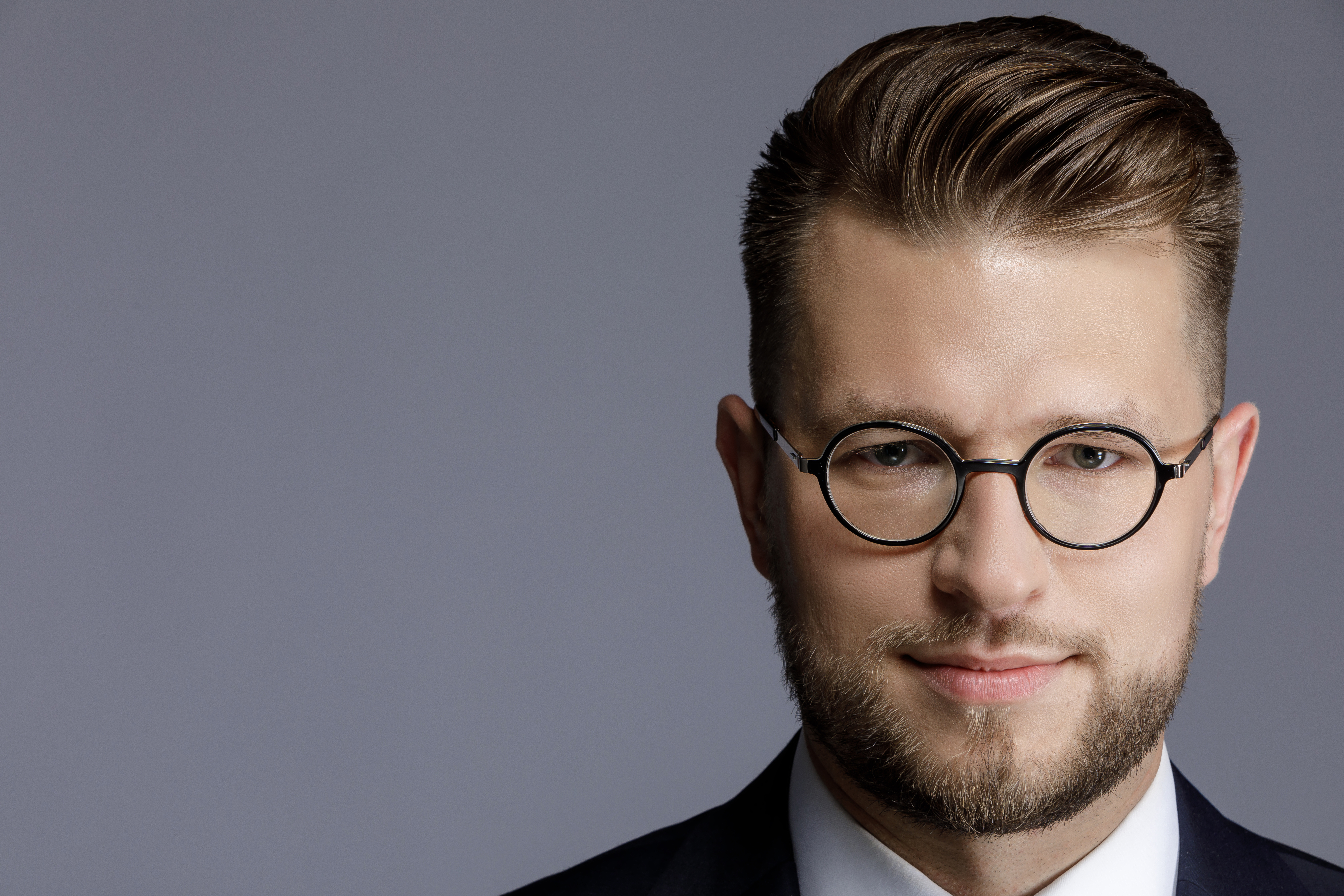
Lukas Savickas (2020)

Lukas Savickas (* 12. April 1990 in Vilnius) ist ein litauischer Politiker, Mitglied des Seimas.

## Leben
Nach dem Abitur am Gymnasium in der litauischen Hauptstadt Vilnius absolvierte Lukas Savickas das Europa-Bachelorstudium an der Universität Maastricht und das Masterstudium Politik und internationale Beziehungen an der University of York in York, England. Er war Mitgründer von „Global Shapers“. Von 2012 bis 2016 arbeitete Savickas bei VŠĮ „Investuok Lietuvoje“, JPP „Kurk Lietuvai“ „Investuotojų forumas“. Dann wurde er Berater von Premierminister Saulius Skvernelis.
Von 2019 bis 2020 war Savickas Mitglied im Rat der Stadtgemeinde Vilnius. Er war Kandidat zum Leiter von Wirtschaftsministerium Litauens, aber Gitanas Nausėda lehnte die Kandidatur ab. 2020 arbeitete er als Stellvertreter des Kanzlers in der Regierungskanzlei Litauens. Seit November 2020 ist er Mitglied der LVŽS-Fraktion im 13. Seimas (Mitglied des Europa- und des Wirtschaftsausschusses).
Lukas Savickas ist verheiratet und hat zwei Töchter.